# Rostraria
Rostraria és un gènere de plantes de la família de les poàcies, ordre Poales, subclasse de les commelínides, classe de les liliòpsides, divisió dels magnoliofitins.

## Taxonomia
(vegeu-ne una llista d'espècies a Wikispecies)

## Sinònims
(Els gèneres marcats amb un asterisc (*) són sinònims probables)

Aegialina Schult., 
Aegialitis Trin., 
Ktenosachne Steud., 
*Lophochloa Rchb., 
Poarion Rchb., 
Wilhelmsia W. Koch.